# Peter Bassenge
Peter Bassenge (* 9. Februar 1934 in Kiel) ist ein deutscher Rechtswissenschaftler und Richter. In Juristenkreisen ist er insbesondere für seine Mitarbeit am BGB-Kommentar Palandt bekannt.

## Leben
Nach seinem Abitur, das er 1954 an der Internatsoberschule Schloss Plön ablegte, studierte Bassenge Rechtswissenschaften in Bonn und München. Die Erste Juristische Staatsprüfung legte er 1958 vor dem Justizprüfungsamt Köln ab. Seine Referendarszeit verbrachte er wieder in Schleswig-Holstein. Das Zweite Staatsexamen legte er 1962 in Hamburg ab. Zwischenzeitlich wurde er 1962 in Bonn mit einer von Hans Welzel betreuten strafrechtlichen Dissertation zu dem Thema „Der allgemeine strafrechtliche Gefahrbegriff und seine Anwendung im 2. Teil des StGB und in den strafrechtlichen Nebengesetzen“ promoviert.
Im Jahre 1963 begann er seine Justizkarriere als Gerichtsassessor in Lübeck. 1969 wurde er dort Amtsgerichtsrat. 1974 wurde er zum Vorsitzenden Richter am Landgericht Lübeck ernannt. Zunächst war er dort Vorsitzender einer Strafkammer. Zehn Jahre später übernahm er den Vorsitz der Beschwerdekammer für das Zivilrecht. Bis zu seiner Pensionierung 1999 war er dort auch für die Angelegenheiten der Freiwilligen Gerichtsbarkeit zuständig. Mit diesem Rechtsgebiet war er bereits in den Jahren 1970 bis 1974 als Mitglied der beim Bundesjustizministerium gebildeten Kommission für die Reform der Freiwilligen Gerichtsbarkeit betraut. Die intensive Beschäftigung mit diesem Rechtsgebiet führte schließlich dazu, dass er erstmals 1973 einen Kommentar zum FGG veröffentlichte.
Im Rahmen der Arbeit an seinem FGG-Kommentar lernte ihn Theodor Keidel kennen. Dieser schlug ihn schließlich als Nachfolger des 1974 verstorbenen Max Degenhart für die Kommentierung im Palandt vor. So gelangte Bassenge in den Kreis der Palandt-Kommentatoren und kommentierte dort seit der 1976 erschienenen 35. Auflage hauptsächlich die Paragraphen des Sachenrechts. Mit der 75. Auflage beendete er 2016 die Tätigkeit als Kommentator.
1983 führte Bassenge als Vorsitzender der Schwurgerichtskammer am Landgericht Lübeck das Verfahren gegen Marianne Bachmeier, die den Mörder ihrer Tochter Anna in dessen Gerichtsverhandlung erschossen hatte.
Der Nachname Bassenge ist hugenottischer Herkunft und wird französisch mit dem entsprechenden Nasallaut ausgesprochen.

## Veröffentlichungen (Auswahl)
- Palandt – Bürgerliches Gesetzbuch. C. H. Beck, 69. Aufl., 2010. ISBN 978-3-406-59488-5
- Gesetz über das Verfahren in Familiensachen und in den Angelegenheiten der freiwilligen Gerichtsbarkeit, Rechtspflegergesetz – Kommentar. Müller, Heidelberg, 2009, 12., völlig neu bearb. und erw. Aufl. ISBN 978-3-8114-3607-7
- Nachbarrecht in Schleswig-Holstein – Kommentar. Kohlhammer, 12., überarb. und erw. Aufl.  2009, ISBN 978-3-555-01443-2